# Tiago Barroso
Tiago Larião Barroso (Lisboa, 1 de Maio de 1983) é um ator e cantor português.

## Vida e percurso profissional
Antes de se aventurar na carreira artística, Tiago Barroso, assinando como Larião, foi jogador de futebol, tendo defendido as cores do Sporting na formação e do Olivais e Moscavide. Jogou ainda futsal cerca de três anos tendo envergado as camisolas do Ensicoop e do CDUL.
Despertou para a música com a banda Aspegiic no Bairro Alto em Lisboa. Em seguida, após terminar os seus estudos académicos em Ciências da Comunicação na Universidade Autónoma de Lisboa, dedicou a sua atenção ao teatro, fazendo um curso e posteriormente entrando numa peça. Concorreu ao casting no canal televisivo SIC e foi selecionado para o papel de "Henrique Fritzenwalden" na telenovela infanto-juvenil [Floribella] (na versão de Portugal) de 2006 a 2008 de Cris Morena.
De 2008 a 2009 foi um dos protagonistas da telenovela juvenil [Rebelde Way] da SIC com o papel de "Pedro Silva Lobo" (também na versão de Portugal) também de Cris Morena, onde também cantava e tocava na banda da mesma "RBL".
É o vocalista da banda Deixa Rolá.

## Televisão
- Os Filhos do Rock (2013-2014) - Tim
- Bem-vindos a Beirais (2013)
- Hotel Cinco Estrelas (2013) - Sérgio Pinhão[1]
- Sinais de Vida (2013) - Carlos Morais
- Maternidade  (2012) - Artur
- Cidade Despida (2011)
- Rebelde Way (2008) - Pedro Silva Lobo (protagonista)
- Floribella 2006-2008 - Henrique/Manuel Fritzenwalden

## Teatro
- O Zorro (2013)
- Um louco na minha cama (Portugal) (2009)[2]